# Santi Amodeo
Santiago "Santi" Amodeo Ojeda (Sevilla, 27 de junio de 1969) es un director de cine, guionista y músico  español. Su última película ha sido Las Gentiles, estrenada en 2019. Su anterior película ¿Quién mató a Bambi? se situó entre las diez películas españolas más vistas en 2013, con más de 200.000 espectadores.

## Biografía
En sus inicios formó pareja con el también andaluz Alberto Rodríguez, en películas como el  cortometraje Bancos y El factor Pilgrim. 
En 2004, fue candidato a mejor director novel en los premios Goya, por la película Astronautas. En 2013, escribió y dirigió con buena recepción de crítica y público ¿Quién mató a Bambi?, producida por Rodar y Rodar y que estaba basada en la película mexicana Matando Cabos.
En 2014, empezó la preparación de su película Yo, mi mujer y mi mujer muerta, que se estrenó en 2019.

## Largometrajes como director
- El factor Pilgrim (2000), junto con Alberto Rodríguez
- Astronautas (2003)
- Cabeza de perro (2006)
- ¿Quién mató a Bambi? (2013)
- Yo, mi mujer y mi mujer muerta (2019)
- Las Gentiles (2021)
- El cielo de los animales (2025)

## Premios y distinciones
Festival Internacional de Cine de San Sebastián
| Año  | Categoría                | Película          | Resultado |
| ---- | ------------------------ | ----------------- | --------- |
| 2000 | Premio Nuevos Directores | El factor Pilgrim | Ganador   |